# 纤细柴胡
纤细柴胡（学名：Bupleurum gracillimum）是伞形科柴胡属的植物。分布于喜马拉雅山、印度以及中国大陆的四川等地，生长于海拔3,200米至4,500米的地区，多生在高山灌丛草甸及山坡路边，目前已由人工引种栽培。